# كلوفيس كورنيلاك
كلوفيس كورنيلاك (بالفرنسية: Clovis Cornillac )‏
```
(و. 
1967  
م
) هو 
كاتب سيناريو
، 
وممثل مسرحي
، وممثل أفلام فرنسي، ولد في 
ليون
.
[
2
]
```

## جوائز
حصل على جوائز منها:
- نيشان الفنون والآداب من رتبة ضابط.

## وصلات خارجية
- كلوفيس كورنيلاك على موقع IMDb (الإنجليزية)
- كلوفيس كورنيلاك على موقع ميتاكريتيك (الإنجليزية)
- كلوفيس كورنيلاك على موقع روتن توميتوز (الإنجليزية)
- كلوفيس كورنيلاك على موقع ألو سيني (الفرنسية)
- كلوفيس كورنيلاك على موقع ميوزك برينز (الإنجليزية)
- كلوفيس كورنيلاك على موقع تيرنر كلاسيك موفيز (الإنجليزية)
- كلوفيس كورنيلاك على موقع أول موفي (الإنجليزية)
- كلوفيس كورنيلاك على موقع قاعدة بيانات الأفلام السويدية (السويدية)
- كلوفيس كورنيلاك على موقع ديسكوغز (الإنجليزية)
- كلوفيس كورنيلاك على موقع قاعدة بيانات الفيلم (الإنجليزية)